# Сильная программа
Сильная программа или строгая социология — концепция в социологии научного знания, развиваемая Дэвидом Блуром, Барри Барнсом, Гарри Коллинзом (Harry Collins), Дональдом Маккензи и Джоном Генри. Сильная программа критически относится к предшествующей социологии науки и исследует не только ошибочные или ложные научные теории и технологии, не нашедшие дальнейшего применения, но и успешные теории и технологии симметричным образом. Базовые предпосылки концепции — отказ наделять научное знание особыми свойствами и, как следствие, рассмотрение науки как специфической формы культуры.

## Характеристика
Концепция возникла в 1970-е годы в качестве одной из альтернатив социологии науки Р. Мертона. Впервые была представлена в книге Д. Блура «Знание и социальные представления» (1976). Сам термин «сильная программа» означал радикальное усиление позиций социологии по сравнению с философией науки — Блур утверждал, что знание не существует вне социальных факторов. Поэтому подход к знанию, с его точки зрения, должен быть именно социологическим, а не психологическим — научное знание является результатом деятельности конкретного общества, а не выводится из универсальных свойств психики. Другой особенностью программы Блура является натуралистический подход: знания и идеи подлежат объяснению точно так же, как и природные явления.
Подход Блура можно относить к «социологическому релятивизму». При рассмотрении ошибочных теорий социология науки до сильной программы подчёркивала субъективные с точки зрения научной методологии позиции исследователей — их приверженцев, в отличие от истинных теорий, для которых подчёркивались объективные факторы. Сильная программа же требует, чтобы как истинные, так и ошибочные научные теории трактовались одинаковым образом — это принцип симметрии. Как в случае истинной научной теории, так и в случае ошибочной теории, научные теории обуславливаются социальными факторами и условиями, такими как культурный контекст и собственные интересы исследователей. Субъективные позиции, учитываемые в рамках строгой программы, включают, например, политические и экономические аспекты научных теорий. Любое человеческое знание — поскольку оно является результатом человеческого познания — включает при своём формировании социальные компоненты (это позиция называется социальным конструкционизмом). Сами по себе социальные факторы познания не порочат познавательный процесс и его результат — научное знание. В своём анализе Блур предложил заменить понятие «объективность» на «интерсубъективность» — идею, восходящую к коллективным представлениям Эмиля Дюркгейма. Интерсубъективность в данном случае означает, что установление истинности или ложности происходит в науке в результате соглашений (конвенций) между различными социальными группами.
Дэвид Блур в книге «Знание и социальное представление» (Knowledge and Social Imagery (1976)) формулирует четыре необходимых компонента строгой программы:
- Причинность (каузальность) — необходимо выявлять условия (психологические, социальные и культурные), которые устанавливают критерии научной объективности и достоверности определённого вида знания.
- Беспристрастность — следует исследовать как признанные и принятые в конечном счёте в научном сообществе знания, так и те, которые были отвергнуты. Беспристрастность означает радикальное сомнение в собственных представлениях (стереотипах) об устройстве внешнего мира. В социологическом анализе следствием этой методологической установки является недоверие к представлениям учёных о своей деятельности.
- Симметрия — подходы в объяснении как принятых, так и отвергнутых научных теорий должны быть идентичны. Сторонники концепции строгой теории отмечают склонность историков науки объяснять успех успешных теорий торжеством объективной истины или преимуществами техники и технических знаний, тогда как в объяснении появления и развития заблуждений и ложных представлений или не нашедших широкого применения технических достижений исследователи чаще опираются на социологические закономерности, рассматривают влияние политических или экономических предпосылок. Принцип симметрии как концепции строгой теории призван разрешить эту несбалансированность в объяснениях. Всегда можно выделить множество конкурирующих теорий и технологий в решении той или иной технической или научной задачи. Выбор и дальнейшее преобладание одной из них во многом объясняется социальными факторами. Иными словами, объяснение научной деятельности в терминах «доказательства», «истины» или «объективности» должно сочетаться с непосредственно социологическим объяснением, рассматривающим научные теории или их создателей в социальном контексте.
- Рефлексивность — данные компоненты должны применяться и к анализу самой социологии, в том числе социологии научного знания.

Б. Латур (1999) считает, что сильная программа оказала беспрецедентное влияние на всё поле STS — Science and Technology Studies. Концепция Блура перекликается с «социальной теорией познания» С. Фуллера, Э. Голдмана, одной из разновидностей «натуралистической эпистемологии», следующей идеям У. Куайна.

## Критика
Сильная программа подвергалась критике за радикальный релятивизм в объяснении научного знания. Алан Сокал подверг такой подход критике в ходе «Научных войн», развернувшихся в 1990-х годах. Сокал считал, что радикальный релятивизм неизбежно ведет к солипсизму и постмодернизму. Приверженцы сильной программы в свою очередь полагали, что обращение к социологическому релятивизму носит исключительно методологический характер. Сам Блур считал, критики неверно понимали релятивизм, поскольку, с его точки зрения, современная наука является релятивистской по определению; релятивизм не является идеализмом, иррационализмом, сингуляризмом или субъективизмом.
По мнению философа Николаса Шакеля (англ. Nicholas Shackel), сильная программа использует метод «мотт и бейли», когда утверждает, что знание — это то, что люди считают таковым, и не отличает общепринятые, но противоречащие реальности концепции от корректных концепций. В сильной программе используются легко защищаемое утверждение, что знанием мы называем то, что общепринято считается таковым, а также желанное, но спорное утверждение, что научное знание не отличается от других общепринятых типов знания, а потому истинность научных утверждений и их связь с реальностью якобы не имеют отношения к процессу получения научного знания. По мнению Шакеля, сторонники сильной программы смешивают их и продвигают более сильную позицию, но, когда её подвергают сомнению, настаивают, что имели в виду только слабую и легко защищаемую позицию; после этого они утверждают, что, поскольку оппоненты не стали спорить со слабой позицией, то и сильная позиция не была ими опровергнута.